# 島津忠親
島津 忠親（しまづ ただちか）は、戦国時代の日向、薩摩の武将。北郷氏9代当主、豊州家5代当主。

## 生涯
永正9年（1512年）、日向都城の領主・北郷忠相の長男として誕生。
天文15年（1546年）、豊州家島津忠広の養子・島津賀久が夭逝したことから、忠親は北郷氏を長男・北郷時久に継がせ、自らは養子として豊州家に入った。同18年（1549年）、養父の隠居により家督を継ぐ。
豊州家は代々日向伊東氏の侵攻に悩まされており、忠親も度々攻勢をしのいできた。しかし次第に伊東氏の圧力は増大。永禄3年（1560年）、島津宗家15代当主・島津貴久の次男で、猛将の誉れ高い義弘を養子として飫肥城の守備を任せた。同5年（1562年）、貴久の命で義弘が飫肥城を去ると伊東義祐が飫肥城を攻撃。忠親は義祐と和解し一旦は城を明け渡すが、数ヵ月後には夜襲をかけ城を奪還した。しかし永禄11年（1568年）、義祐は2万の大軍をもって再び侵攻し、途中島津宗家の援軍を撃退しつつ飫肥城を包囲した。島津宗家は飫肥を放棄することを決定し、兵糧攻めにあっていた忠親は城を脱出、飫肥城は陥落した。
飫肥城落城後、庄内（都城）に移り、元亀2年（1571年）に同地で病死した。享年68。